# Zunanji skelet
Zunanji skelet (s tujko eksoskelet) je tip oporne strukture pri živalih v obliki trdnega ovoja, ki predstavlja zunanjo plast telesa. Zgrajen je bodisi iz močno povezanih in pogosto mineraliziranih beljakovin, bodisi iz samih mineralov, ki imajo poleg opore predvsem vlogo zaščite organizma pred neugodnimi razmerami v okolju. Od (včasih zelo trdne) povrhnjice nekaterih živali ga ločimo po tem, da ga ne gradijo žive celice, temveč predvsem njihovi izločki. Zunanjemu skeletu pogosto pravimo kar »oklep«, posebej pri večjih živalih, pri mehkužcih pa tudi »hišica« ali »lupina«.
Ta tip oporne strukture se je razvil ločeno pri mnogo različnih skupinah živali in ga najdemo v treh različnih oblikah:
- hišice mehkužcev in ramenonožcev so zgrajene iz kalcijevega karbonata (CaCO3). Samo za ta tip domnevajo, da se je ločeno razvil vsaj osemnajstkrat[1] in pri skupinah kot so glavonožci tudi sekundarno izginil. Podoben tip tvorijo hišice luknjičark in mreževcev, ki jih gradijo silikati.
- zunanji skelet členonožcev (rakov, pajkovcev, žuželk in sorodnih skupin) gradi beljakovina hitin; včasih ga zato imenujemo tudi »hitinjača«. Kopenski členonožci imajo na njegovi zunanji strani še voskasto prevleko, ki preprečuje izgubo vode.
- nekateri vretenčarji imajo zunanji skelet v obliki velikih plošč iz kosti ali hrustanca, med njimi so izumrle oklopne ribe in od danes živečih skupin želve.

Poleg tega da ščiti organizem, pa trda zunanja plast predstavlja tudi omejitev za rast in otežuje premikanje. Živali, ki imajo kalcificiran zunanji skelet rastejo tako, da dodajajo nov material pri odprtini »hišice« in večajo njen premer. Večina živi pritrjena na podlago, ali pa se premikajo tako, da iztegnejo mišičast organ (»nogo«) skozi odprtino. Členonožce zunanji skelet povsem obdaja. Premikajo se s pomočjo »sklepov« - področij, kjer je skelet stanjšan in mehak, predvsem na okončinah. Njihove mišice se pripenjajo na izrastke na notranji strani okončine in jo premikajo kot vzvodi. Večjo težavo tako predstavlja rast. Rastejo tako, da periodično odvržejo zunanji skelet, pod katerim jim zraste nov, večji, čemur pravimo levitev. Poleg tega tak tip ogrodja predstavlja omejitev največje možne telesne velikosti - povečanje velikosti živali za dvakrat poveča njeno težo za osemkrat, čemur mora zunanja opora slediti z nesorazmernim povečanjem debeline, s tem pa tudi teže. Vsi veliki členonožci tako živijo v vodi, kjer vzgon bistveno pomaga pri premikanju.
Prve živali z zunanjimi skeleti so se pojavile konec predkambrija, pred okrog 550 milijoni let. Njihovi skeleti so zelo uporabni pri preučevanju fosilne favne preteklih obdobij, saj zaradi trdnosti ne razpadejo tako hitro kot mehki deli, poleg tega pa so pri različnih živalih različne oblike. Domnevajo, da je bila »iznajdba« trdnega zunanjega ogrodja eden ključnih pojavov, ki so povzročili t. i. kambrijsko eksplozijo.

## Obarvanost
Obarvanost hitina, ki gradi zunanji skelet členonožcev, je odvisna od kemične oblike, vključkov in strukture povrhnjice. Osnovna obarvanost členonožcev je zemeljska - rjave, rdečkaste, sive ipd. zaradi sestave notranjih organov, saj je čisti hitin prozoren. Ta obarvanost pa je lahko z vključki ali strukturo spremenjena in prevzame vlogo pri kamuflaži (varovalna obarvanost) ali vidni komunikaciji (aposematizem, prepoznavanje spolnih partnerjev). Osnovni način obarvanja zunanjega skeleta je kemični - z vključevanjem molekul pigmentov v zunanjo plast. V ta namen sintetizirajo različni členonožci celo vrsto spojin, melanine, karotenoide, pterine, flavone idr., ki so pogosto stranski produkt presnove. V splošnem prevladujejo barve dolgih valovnih dolžin - rdeča, oranžna, rumena, do zelene, modre in vijolične barve pa so redke. Nekateri pajki dosežejo bleščečo belo obarvanost s kristali gvanina, ki je končni produkt presnove beljakovin.
Predvsem pri žuželkah pa je poznan še drug način tvorjenja barve, ki mu pravimo strukturna obarvanost. Gre za posebno oblikovano strukturo površine zunanjega skeleta, ki odbija vpadno svetlobo tako, da pride do interference, difrakcije ali sipanja svetlobnega valovanja. Rezultat so največkrat ultravijoločne, vijolične, modre, zelene in spreminjajoče se barve. Najpogostejši mehanizem je interferenca oz. kombiniranje vala, ki se je odbil od površine, z valom, ki je potoval skozi prozorno povrhnjico in se odbil od njenega spodnjega roba (na enak način nastanejo mavrične barve milnega mehurčka). Barvni odtenek je odvisen od debeline prozorne plasti in kota opazovanja. Pri metuljih je pojav še ojačan zaradi strehasto zloženih lusk na krilih, kjer se svetloba odbija skozi več plasti. Metulji tudi sicer izstopajo po kompleksnosti njihovih strukturnih barv, ki jih lahko dopolnjuje barva pigmentov. Mikrostruktura lusk je pri nekaterih oblikovana kot uklonska mrežica, kar da strukturno barvo, ki se ne spreminja s kotom opazovanja (ni iridescenčna).